# Vista Marina
Vista Marina är en ort i Mexiko.   Den ligger i kommunen Playas de Rosarito och delstaten Baja California, i den nordvästra delen av landet, 2 300 km nordväst om huvudstaden Mexico City. Vista Marina ligger 78 meter över havet och antalet invånare är 939.
Terrängen runt Vista Marina är kuperad åt nordost, men västerut är den platt. Havet är nära Vista Marina åt sydväst. Runt Vista Marina är det tätbefolkat, med 913 invånare per kvadratkilometer. Närmaste större samhälle är Rosarito, 15,6 km nordväst om Vista Marina. Omgivningarna runt Vista Marina är i huvudsak ett öppet busklandskap.